# Arantza Illarramendi
Arantza Illarramendi Etxabe es profesora catedrática en la Facultad de Informática de San Sebastián de la Universidad del País Vasco. Fue decana de dicha facultad de 2008 a 2011.

## Trayectoria
Catedrática de Universidad en el área de Lenguajes y Sistemas Informáticos de la Universidad del País Vasco/Euskal Herriko Unibertsitatea (UPV/EHU) desde 1995. Decana de la Facultad de Informática de Donostia/San Sebastián (2008-2010).
Fue la primera mujer que ha recibido el Premio Aritmel que otorga la Sociedad Científica Informática de España (SCIE) al "Informático del Año". Consiguió el premio en 2010 por sus aportaciones científicas en el área de bases de datos. Posteriormente, ha sido parte del jurado del mismo premio.
Es la directora del grupo de investigación BDI sobre bases de datos interoperables que creó ella misma. Las líneas de investigación del grupo son las siguientes: Web semántica, Aplicaciones móvil, e-salud, Big data & smart data.
Fue cofundadora de la empresa spin-off SEBIEK S.L., a la que se transfiere tecnología desarrollada en el grupo BDI.

## Obras
Autora de numerosas publicaciones en temas de bases de datos y gestión de datos. Destaca la siguiente publicación: OBSERVER: An Approach for Query Processing in Global Information Systems Based on Interoperation Across Pre-Existing Ontologies publicado en la revista Distributed and Parallel Databases.

## Premios y reconocimientos
- Premio Aritmel que otorga la Sociedad Científica Informática de España (SCIE) al "Informático del Año", 2010.[2][7]
- 1er Premio a SEBIEK en el VI Concurso de Emprendedores Kutxa, 2005.
- 1er Premio a SEBIEK la Innovación en Telemedicina. Edición, 2005.